# 劇場版 トリコ 美食神の超食宝
『劇場版 トリコ 美食神の超食宝』（げきじょうばん トリコ びしょくしんのスペシャルメニュー）は2013年7月27日公開の日本のアニメーション映画。週刊少年ジャンプ創刊45周年記念作品。
キャッチコピーは「絶品（グルメ）アドベンチャー!、いただきます!!」、「喰らえ!熱量無限大（カロリーオーバー）の極上バトル!!」。
全国179スクリーンで公開され、2013年7月27、28日の2日間で興収5,536万1,400円　動員4万8720人になり映画観客動員ランキング
（興行通信社調べ）で初登場第8位となった。また、ぴあ初日満足度ランキングでは第1位となっている。　
本作には3週間前の7月6日に公開された『劇場版 銀魂 完結篇 万事屋よ永遠なれ』から坂田銀時、志村新八、神楽がカメオ出演している。

## 登場人物

### メインキャラクター
トリコ
声 - 置鮎龍太郎
本作の主人公で、美食屋四天王一の大食らい。スウィーツランドを仲間達と満喫している時に鉄平の依頼を受け、旧第1ビオトープに眠る「アカシアのスペシャルメニュー」を探す過程で四天王と共にギリムに戦いを挑むが、圧倒的な力を前に敗北、小松にコロナサンフラワーの蜜を与えられ、全身が太陽のごとく輝く「サンシャイントリコ」となって復活し、ギリムと再戦し、激戦の末に見事に勝利する。
小松
声 - 朴璐美
ホテルグルメの料理長で、トリコのパートナー。コロナサンフラワーの花畑をギリムに襲撃された際、一輪のコロナサンフラワーをグルメケースに保管。トリコとギリムの決戦時戦闘不能に陥ったトリコにコロナサンフラワーの蜜を与えたことによってトリコを復活させた。
ココ
声 - 櫻井孝宏
四天王の一人で、体内で毒を生成できる毒人間。鉄平に依頼され、GTロボに襲われた小松を助けに旧第1ビオトープに参戦する。
サニー
声 - 岩田光央
四天王の一人で、美を何よりも愛する偏食家。鉄平に依頼され、GTロボからリンを救いに旧第1ビオトープに参戦する。美食會襲撃時、グリンパーチをキモがっていた。
ゼブラ
声 - 松田賢二
四天王一の問題児。鉄平に依頼されていないが、トリコ達だけでアカシアのスペシャルメニューを食す事を良しとせずに旧第1ビオトープに現れ、エンドロスが本当に美味い食材なのかを疑う。

### トリコの仲間たち
鉄平
声 - 小野坂昌也
与作と師とする再生屋。与作に頼まれ、スウィーツランドでトリコ、ココ、サニーに旧第1ビオトープの調査を依頼する。
ティナ
声 - 水樹奈々
アニメオリジナルキャラクターで、グルメTVの新米女性リポーター。日頃の素行の悪さが災いし、取材に行かせまいと部長(声：菊池正美)に資料の整理を押し付けられるが節乃とあやめの写真を発見し、スクープの匂いを嗅ぎつけて節乃食堂に押しかけ、後から食堂にやって来た人物達と共に旧第1ビオトープに向かう。
クルッポー
声 - 菊池こころ
ティナのパートナーである伝書風船鳩。
リン
声 - 田野アサミ
トリコに好意を寄せるIGO専属の猛獣使い。
ゾンゲ
声 - 高木渉
トリコの知り合いで、自身を世界一の美食屋と思い込んでいる大男。二人の部下(声：白川周作、坂巻学)を引き連れている。グルメタウンに来たのはいいが、どこも値段が高く安く飯を食えそうと思い、ティナの後に節乃食堂に足を運び、成り行きで旧第1ビオトープに向かう。
十夢(トム)
声 - 柿原徹也
トリコの顔馴染みの卸売商。トリコ達をマッハヘリに乗せ、ハングリートライアングルを切り抜け、旧第1ビオトープに送り届ける。
スマイル
声 - 津田健次郎
トリコとは知り合いの一級グルメ建築士。スウィーツランドを建築したが、トリコに次々とアトラクションを喰われ、意気消沈する。
一龍
声 - 堀内賢雄
IGO会長。ギリムとは知り合いで、旧第1ビオトープに封印されたエンドロスをギリムが復活させようとしている事に気づき、ギリムを止めるために旧第1ビオトープに向かい、与作や次郎、節乃と共に美食會が差し向けたGTロボの大群を蹴散らす。
与作
声 - 銀河万丈
凄腕の再生屋で、鉄平の師匠。エンドロス復活を目論むギリムの野望を阻止するため、鉄平にトリコ一行に旧第1ビオトープの調査を依頼させる。その後、次郎、一龍の後に節乃食堂を訪れ、旧第1ビオトープへと向かう。
次郎
声 - 森川智之
ノッキングマスターと称される伝説の美食屋。ゾンゲの後に節乃食堂を訪れ、皆で一杯やる予定だったがギリムの野望を阻止するため、節乃と共に旧第1ビオトープに向かい、GTロボの大群相手に猛威を振るう。
節乃
声 - 雨蘭咲木子
美食人間国宝の一人である伝説の料理人。ティナ、ゾンゲ、一龍、与作、次郎と共にリムジンクラゲで旧第1ビオトープへ向かう。

### 美食會
アルファロ
声 - 梅津秀行
美食會ギャルソン（ウエイター）で、ボス、三虎の側近。トリコ一行に差し向けた最新型GTロボ達が全滅したことを知り、スタージュン、トミーロッドを連れて旧第1ビオトープへと赴き、一龍達に巨大GTロボの群れを差し向ける。
スタージュン
声 - 三木眞一郎
美食會副料理長。他の副料理長と裏切り者のギリムを制裁しようとするが返り討ちに遭う。その後、ギリムがエンドロスを喰い、パワーアップしたことを知ると撤退する。
トミーロッド
声 - 石田彰
美食會副料理長。昆虫を操ることができる。
グリンパーチ
声 - 三ツ矢雄二
美食會副料理長で、サニーから非常にキモがられた。料理長の命令でギリムを始末するために現れたが、あっさりと返り討ちに遭い、復活したエンドロスに恐れをなし、一足先に撤退する。
ジョージョー
声 - 島田敏
美食會技術部に所属するGTロボの開発者。巨大GTロボの群れを用意した。

### オリジナルキャラクター
ギリム
声 - 北大路欣也（特別出演）
元美食會最古参メンバーで、特別料理顧問。兜と鎧に身を包み、背中に翼を持つ。美食會副料理長、美食屋四天王を上回る実力を持ち、ガスバーナーのような青い炎を放つ。あやめとは元コンビだったが、誰よりも優れたフルコースを完成させることに躍起になり、美味いものを食べるという美食屋本来の目的を忘れ、あやめを置いてより強い力を得るために美食會に入った。
美食會から奪ったインフィニ・ビーに導かれ、旧第1ビオトープに冷凍されたエンドロスを解凍し、四天王との戦いで瀕死状態になったエンドロスをオートファジー状態で喰らい、グルメ細胞を活性化させたスーパーギリムとなり、この世の全ての食材の独占を宣言し、四天王に立ち向かう。その後、圧倒的な力で四天王を追い詰めたが、コロナサンフラワーの蜜を飲んで復活したサンシャイントリコの「100連釘パンチ」によって倒された。敗北後は改心すると同時にあやめと和解し、彼女と共に旧第1ビオトープを守っていくこととなった。
- 技

バーナー・フレイム
掌から青白い炎を放つ。
バーナースピア
炎の槍を投げる。
バーナーフレイムフィスト
スーパーギリム時に使用、バーナーフレイムを纏った拳で殴りつける。
あやめ
声 - 真矢みき（特別出演）
旧第1ビオトープ所長を務める女性。中性的で古風な喋り方をする。最新型GTロボを軽くあしらう程の戦闘力を持つ。見た目は若いが本来の姿は小柄な老婆で、お灸ノッキングで姿を若返らせている。かつては節乃と腕を競い合っていたといわれる凄腕だったが、現在は引退しており、アカシアのキッチンを管理している。また、ギリムとは元コンビであったが、ギリムは力に溺れ、自身の元を去った。
ギリムが戻ってくることを信じコロナサンフラワーを育てていたが、コロナサンフラワーをギリムに焼き払われ、エンドロスを狙うギリムを止めるため、トリコ達と共に戦う。トリコとギリムとの戦後は改心したギリムと和解し、彼と共に旧第1ビオトープを守っていくこととなった。
ポッチー
あやめのパートナーで、巨大な黒猫の姿をしている。最新型GTロボを軽く圧倒する程の実力を持つ。

## 用語
スウィーツランド
スマイルが設計し、food建設が建築したお菓子のテーマパーク。全てのアトラクションが美味しく食べられるお菓子で作られている。アトラクションの一部はトリコに食べられてしまった。
ハングリートライアングル
グルメ七不思議の一つ。3点で囲まれた海域にクラウドシャウト、ヤマタノクラウド等凶暴な猛獣が住む激しく巨大なトルネードが渦巻いており、海域に入った船や飛行機を飲み込むことから名付けられた。
旧第1ビオトープ
通称「アカシアのキッチン」。IGOでも上層部しかその存在を知らないハングリートライアングルの中心に存在し、アカシアが残したスペシャルメニューとトリコがこれまで発見したものを含む豊富な食材が生息している。ニトロが作ったと言われる遺跡が点在しており、遺跡の調査のために造られた。また、グルメ界に生息するダイヤモンドより硬いとされている「オリハル貝」で出来た外壁に覆われており、隠された入口を見つけないと入れない。
コロナサンフラワー
グルメ界でも希少と言われる高い栄養価を持つ幻のヒマワリ。太陽の光を蓄え、「小太陽」とも呼ばれており、ギリム、あやめのフルコースの前菜に選ばれた。旧第1ビオトープではエンドロスを冷凍する設備の電源として使用されているが、ギリムによって全て焼き払われてしまう。
ウルフファイアードラゴン/エンドロス
劇場版グルメモンスターコンテスト五ツ星賞受賞作品で、狼のような顔と蛇のように長い胴体を持ち、背中から紫の炎が燃え上がる超巨大なドラゴン。かつてグルメ界に生息しており、全てを喰らいつくし、デスゴールさえも全滅させることから世界を終焉に導く存在として「エンドロス」とも呼ばれる。旧第1ビオトープの保冷設備に冷凍されていたが、設備の電源であるコロナサンフラワーをギリムが焼き払ったことで解凍される。しかし、目覚めたばかりで体液の流れにムラがあり、解凍が済んでない眉間から右を四天王からの集中攻撃を受けて倒され、直後にギリムによって喰われた。

## スタッフ
- 原作 - 島袋光年 （集英社 週刊少年ジャンプ連載）
- 監督 - 座古明史
- 脚本 - 村山功
- キャラクターデザイン・作画監督 - 香川久
- 音楽 - 水谷広実
- 色彩設定 - 澤田豊二
- 美術監督 - 今野慎一
- 美術設定 - 金城沙綾
- 製作担当 - 大町義則
- 編集 - 西村英一
- 製作 - 2013「トリコ」製作委員会（東映アニメーション、東映、集英社、バンダイ、バンダイナムコゲームス、ハピネット、日本コロムビア、読売広告社）
- 配給 - 東映

## 主題歌
「シアワセオリー」
作詞 - いしわたり淳治 / 作曲 - 宅見将典 / 編曲 - 平出悟 / 歌 - FTISLAND / レーベル - ワーナーミュージック・ジャパン